# Sigrid Kaag
Sigrid Anne Maria Kaag (Rijswijk, 2 novembre 1961) è una politica e diplomatica olandese, dal 26 ottobre 2017 è Ministro del commercio estero e della cooperazione allo sviluppo nel Governo Rutte III per conto dei D66. È stata anche ministro degli affari esteri dal 13 febbraio 2018 al 7 marzo 2018. In precedenza è stata una diplomatica presso le Nazioni Unite (ONU).
Il 10 gennaio 2022 è presente di nuovo nella nuova squadra di governo, stavolta giura nel ruolo di ministro delle finanze, oltre che viceministro presidente, per il nascente Governo Rutte IV.

## Biografia

### Studi e carriera alle Nazioni Unite
Kaag studia a Utrecht a partire dal 1980. Ha conseguito una laurea in Studi mediorientali presso l'Università Americana del Cairo. Ha conseguito un master in relazioni internazionali presso l'Università di Exeter e il St Antony's College di Oxford. Ha anche studiato a l'École nationale d'administration (ENA) e ha frequentato il corso di relazioni estere presso l'Istituto Clingendael.
Ha lavorato per il Ministero degli affari esteri olandese e poi per la Royal Dutch Shell a Londra. Lavora per le Nazioni Unite a partire dal 1994. Dal 2007 al 2010 è stata direttore regionale del Fondo delle Nazioni Unite per l'infanzia, per il Medio Oriente e il Nord Africa. Dal 2010 al 2013, è stata Vice Segretario Generale del Programma delle Nazioni Unite per lo sviluppo (UNDP). Dall'ottobre 2013 al settembre 2014 ha guidato la missione di disarmo che ha portato alla distruzione di armi chimiche in Siria. La missione di disarmo è stata effettuata dalle Nazioni Unite in collaborazione con l'Organizzazione per il divieto delle armi chimiche (OPCW). È stata ringraziata personalmente dal presidente degli Stati Uniti Barack Obama per il suo lavoro in Siria. Dal dicembre 2014 fino al suo incarico ministeriale, Kaag è stata Coordinatore speciale delle Nazioni Unite in Libano (UNSCOL).

### Ministro del commercio estero e della cooperazione allo sviluppo

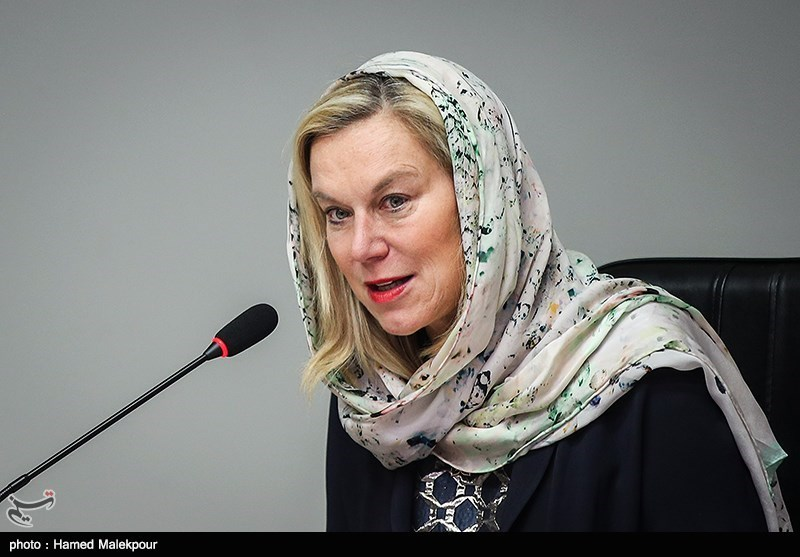
Sigrid Kaag in visita a Tehran (Iran), 27 febbraio 2018

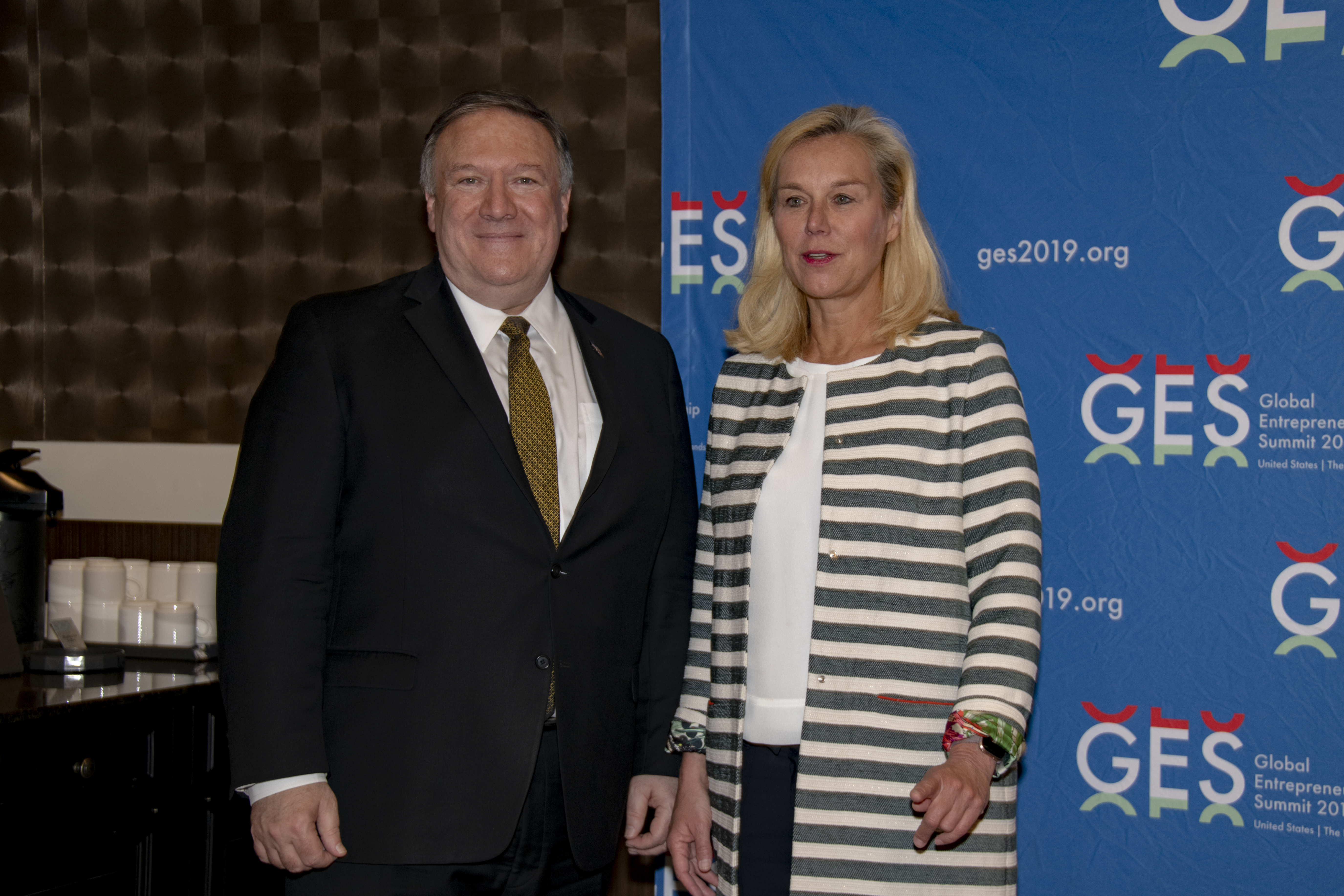
Sigrid Kaag con il Segretario di Stato americano Mike Pompeo il 18 marzo 2019

Il 26 ottobre 2017 è entrata a far parte del governo Rutte III come ministro del commercio estero e della cooperazione allo sviluppo. Quando il presidente degli Stati Uniti Donald Trump ha dimezzato il suo aiuto all'UNRWA, l'organizzazione per i rifugiati palestinesi appoggiata dalle Nazioni Unite, ha rapidamente trasferito 13 milioni di euro all'organizzazione. Per i partner della coalizione, VVD, CDA e ChristenUnie, ciò ha provocato reazioni piuttosto irritate, principalmente perché, secondo loro, la comunicazione su questo argomento non era trasparente.
Il 13 febbraio 2018, il ministro degli Esteri Halbe Zijlstra è stato licenziato. Il primo ministro Mark Rutte ha annunciato che Sigrid Kaag avrebbe temporaneamente assunto il ruolo di ministro degli Esteri. Lo ha fatto fino a quando Stef Blok non ha prestato giuramento il 7 marzo 2018. Questo rende Kaag la prima donna ministro degli affari esteri nei Paesi Bassi.

### Vita personale
Kaag è sposata con Anis al-Qaq, ex ambasciatore palestinese e politico di Fatah in Svizzera, e ha quattro figli. Parla fluentemente sei lingue (olandese, inglese, francese, spagnolo, tedesco e arabo).